# Temporada 2021 del Campeonato de España de Carreras de Camiones
La temporada 2021 del Campeonato de España de Carreras de Camiones  fue la tercera edición del Campeonato de España de Carreras de Camiones.
Dicha temporada tuvo dos citas en el calendario, como en 2019, ambas celebradas en el circuito del Jarama.

## Equipos y pilotos
| Marca         | Equipo                       | No. | Piloto                     | Rondas |
| ------------- | ---------------------------- | --- | -------------------------- | ------ |
| DAF           | Trucks Lorquí Racing Team    | 23  | Pedro Méndez               | Todas  |
| Freigthliner  | Mad Croc Racing              | 71  | Mika Mäkinen               | 2      |
| MAN           | Alvi Truck Sport             | 66  | Josy Vila                  | Todas  |
| MAN           | Luis Recuenco                | 64  | Luis Recuenco              | 1      |
| MAN           | Reboconort Racing Truck Team | 4   | Eduardo Rodrigues          | 2      |
| MAN           | Reboconort Racing Truck Team | 38  | José Eduardo Rodrigues     | 2      |
| Mercedes-Benz | Camión Competición           | 48  | Nico García                | 1      |
| Mercedes-Benz | Orlando Santos               | 33  | Orlando Santos             | 2      |
| Mercedes-Benz | Platinum Truck Racing Team   | 32  | Miquel Prat                | 2      |
| Mercedes-Benz | Sami Ojanen                  | 96  | Sami Ojanen                | 2      |
| Mercedes-Benz | Team Paños Albacete          | 8   | Pepe Paños                 | 2      |
| Mercedes-Benz | Team Paños Albacete          | 8   | David Sánchez Paños        | Todas  |
| Renault       | Albi Motor Racing            | 15  | Lucas Rivals               | 1      |
| Renault       | Team Colorines               | 69  | Francisco Navarro          | 2      |
| Sisu          | Maraña Team                  | 9   | Aarón Bastián Jr.          | Todas  |
| Sisu          | Maraña Team                  | 16  | Aarón Bastián              | Todas  |
| Volvo         | Aldomar Truck Racing         | 19  | Pedro Aldomar              | Todas  |
| Volvo         | David Bueno                  | 27  | David Bueno                | Todas  |
| Volvo         | Truck Ceballos Motorsport    | 14  | Jorge Ceballos             | Todas  |
| Iveco         | Murcia Racing Truck          | 26  | Pedro Ignacio García Marco | Todas  |
| MAN           | Murcia Racing Truck          | 25  | Pedro Marco                | Todas  |

## Calendario
La temporada consta de dos eventos, el GP Camión del Jarama, celebrado el 23 de abril de 2021, y el GP Camión de España, junto al Campeonato de Europa de Camiones, el 2 y 3 de octubre de 2021.
| Ronda | Ronda | Circuito            | Fecha        |
| ----- | ----- | ------------------- | ------------ |
| 1     | C1    | Circuito del Jarama | 13 de abril  |
| 1     | C2    | Circuito del Jarama | 13 de abril  |
| 2     | C1    | Circuito del Jarama | 5 de octubre |
| 2     | C2    | Circuito del Jarama | 5 de octubre |
| 2     | C3    | Circuito del Jarama | 6 de octubre |
| 2     | C4    | Circuito del Jarama | 6 de octubre |

## Clasificaciones

#### Sistema de puntuación
Todas las carreras del campeonato siguen este sistema de puntuación:
| Posición | 1.º | 2.º | 3.º | 4.º | 5.º | 6.º | 7.º | 8.º | 9.º | 10.º |
| Puntos   | 20  | 15  | 12  | 10  | 8   | 6   | 4   | 3   | 2   | 1    |

#### Clasificación general Scratch
| Pos  | Piloto                     | JAR | JAR | JAR | JAR | JAR | JAR | Pts |
| ---- | -------------------------- | --- | --- | --- | --- | --- | --- | --- |
| 1.º  | José Eduardo Rodrigues     |     |     | 1   | 3   | 1   | 1   | 72  |
| 2.º  | Pedro Marco                | 3   | 1   | 2   | 5   | Ret | 3   | 67  |
| 3.º  | Josy Vila                  | 1   | 2   | Ret | 2   | DNS | DNS | 50  |
| 4.º  | Eduardo Rodrigues          |     |     | Ret | 1   | 3   | 2   | 47  |
| 5.º  | Mika Mäkinen               |     |     | 3   | 4   | 2   | 6   | 43  |
| 6.º  | Pedro Ignacio García Marco | DNS | DNS | 5   | 7   | 4   | 4   | 32  |
| 7.º  | Sami Ojanen                |     |     | 4   | 6   | 5   | 5   | 32  |
| 8.º  | Lucas Rivals               | 2   | 4   |     |     |     |     | 25  |
| 9.º  | Luis Recuenco              | 4   | 3   |     |     |     |     | 22  |
| 10.º | Pedro Méndez               | 6   | 5   | 8   | 8   | DSQ | 11  | 14  |
| 11.º | David Sánchez Paños        | 7   | 6   |     |     | 6   | 9   | 18  |
| 12.º | Miquel Prat                |     |     | 6   | Ret | 7   | 7   | 14  |
| 13.º | Pedro Aldomar              | 8   | 12  | 7   | 9   | DSQ | 8   | 12  |
| 14.º | Nico García                | 5   | 7   |     |     |     |     | 20  |
| 15.º | Jorge Ceballos             | 10  | 8   | 11  | 12  | 8   | 10  | 8   |
| 16.º | Aarón Bastián Jr.          | 9   | 9   | 9   | 10  | 10  | DSQ | 8   |
| 17.º | Francisco Navarro          |     |     | 13  | 14  | 9   | 14  | 2   |
| 18.º | Aarón Bastián              | 12  | 10  | 12  | 13  | 11  | 12  | 1   |
| 19.º | Pepe Paños                 |     |     | 10  | 11  |     |     | 1   |
| 20.º | Orlando Santos             |     |     | 15  | 15  | 12  | 13  | 0   |
| 21.º | David Bueno                | 11  | 11  | 15  | DNS | Ret | 15  | 0   |

### Clasificación general Categoría ESP
| Pos  | Piloto                        | JAR | JAR | JAR | JAR | JAR | JAR | Pts |
| ---- | ----------------------------- | --- | --- | --- | --- | --- | --- | --- |
| 1.º  | Pedro Marco                   | 2   | 1   | 1   | 2   | Ret | 1   | 90  |
| 2.º  | Pedro Ignacio García Marco    | DNS | DNS | 2   | 3   | 1   | 2   | 62  |
| 3.º  | Josy Vila                     | 1   | 2   | Ret | 1   | DNS | DNS | 55  |
| 4.º  | Pedro Méndez                  | 5   | 4   | 5   | 4   | DSQ | 7   | 40  |
| 5.º  | David Sánchez Paños           | 6   | 5   |     |     | 2   | 5   | 37  |
| 6.º  | Miquel Prat                   |     |     | 3   | Ret | 3   | 3   | 36  |
| 7.º  | Pedro Aldomar                 | 7   | 11  | 4   | 5   | DSQ | 4   | 36  |
| 8.º  | Jorge Ceballos                | 9   | 7   | 8   | 8   | 4   | 6   | 28  |
| 9.º  | Luis Recuenco                 | 3   | 3   |     |     |     |     | 24  |
| 10.º | Aarón Bastián Jr.             | 8   | 8   | 6   | 6   | 6   | DSQ | 24  |
| 11.º | Nico García                   | 4   | 6   |     |     |     |     | 16  |
| 12.º | Aarón Bastián Sr.             | 11  | 9   | 9   | 9   | 8   | 8   | 12  |
| 13.º | Francisco Navarro             |     |     | 10  | 10  | 5   | 10  | 11  |
| 14.º | Pepe Paños                    |     |     | 7   | 7   |     |     | 8   |
| 15.º | Orlando Santos Rodríguez-Ruiz |     |     | 11  | 11  | 7   | 9   | 6   |
| 16.º | David Bueno                   | 10  | 10  | 12  | DNS | Ret | 11  | 2   |

### Clasificación general Categoría EUR
| Pos | Piloto                 | JAR | JAR | JAR | JAR | JAR | JAR | Pts |
| --- | ---------------------- | --- | --- | --- | --- | --- | --- | --- |
| 1.º | José Eduardo Rodrigues |     |     | 1   | 2   | 1   | 1   | 75  |
| 2.º | Mika Mäkinen           |     |     | 2   | 3   | 2   | 4   | 52  |
| 3.º | Eduardo Rodrigues      |     |     | Ret | 1   | 3   | 2   | 24  |
| 4.º | Sami Ojanen            |     |     | 3   | 4   | 4   | 3   | 52  |
| 4.º | Lucas Rivals           | 1   | 1   |     |     |     |     | 40  |

### Clasificación general ESP Junior
| Pos | Piloto      | JAR | JAR | JAR | JAR | JAR | JAR | Pts |
| --- | ----------- | --- | --- | --- | --- | --- | --- | --- |
| 1.º | Pedro Marco | 2   | 1   | 1   | 2   | Ret | 1   | 90  |
| 2.º | Josy Vila   | 1   | 2   | Ret | 1   | DNS | DNS | 55  |
| 3.º | Nico García | 3   | 3   |     |     |     |     | 24  |